# Gordon Michael Woolvett
Gordon Michael Woolvett (ur. 12 czerwca 1970 w Hamilton) – kanadyjski aktor i scenarzysta.

## Życiorys
Urodził się w Hamilton w Ontario. Jego starszy brat Jaimz Woolvett (ur. 14 kwietnia 1967) został także aktorem. Od 12 roku życia występował na scenie Theatre Aquarius. 
Na początku lat 90. Gord był gospodarzem teleturnieju YTV Video & Arcade Top 10, który w zasadzie był cotygodniową, półgodzinną reklamą dla systemów gier wideo Nintendo. W połowie lat 90. był również znany kanadyjskim dzieciom jako PJ Gord w YTV, kanadyjskim odpowiedniku Nickelodeon. W 1995 grał postać kapitana i inżyniera Reba w jednym sezonie serialu science fiction Deepwater Black. Potem dołączył do obsady Andromedy przez pięć sezonów (2000–2005) jako inżynier okrętowy Seamus Harper. 

## Wybrana filmografia
- 1986: Akt zemsty (Act of Vengeance, TV) jako Bobby
- 1987: Kapitan Power i żołnierze przyszłości jako Mitch
- 1988: Moje drugie ja (My Secret Identity) jako Tim
- 1989: T and T jako Steve
- 1990: Campbellowie (The Campbells) jako Henry Clay
- 1992: Droga do Avonlea (Road to Avonlea) jako Rat
- 1992: Maniac Mansion jako John Cody (głos)
- 1994: Wielka dżungla (The Mighty Jungle) jako Peter (głos)
- 1995: Tajemnicza wyspa (Mysterious Island) jako Herbert Pencroft
- 1996: Sliders jako sędzia
- 1996: F/X (F/X: The Series) jako Jules
- 1998: Narzeczona laleczki Chucky (Bride of Chucky) jako David Collins
- 1998: Czynnik PSI (Psi Factor) jako Gary
- 2000–2005: Andromeda jako Seamus Harper
- 2007: Więzy krwi (Blood Ties) jako Steve Jeffries
- 2014: Nie z tego świata (Supernatural) jako Ezra
- 2017: iZombie jako James Weckler